# Iphiaulax infirmus
Iphiaulax infirmus är en stekelart som beskrevs av Cameron 1887. Iphiaulax infirmus ingår i släktet Iphiaulax och familjen bracksteklar. Inga underarter finns listade i Catalogue of Life.